# 砂川大橋
砂川大橋（すながわおおはし）は、北海道砂川市と樺戸郡新十津川町の間の石狩川に架かる北海道道283号砂川新十津川線の道路橋梁。

## 地理
石狩川の河口より数えて11番目に位置する橋であり、上流側には滝新橋が架かっており、下流側には奈井江大橋が架かっている。なお、この橋よりも下流に位置する道路橋梁は石狩河口橋を除き、すべて『○○大橋』と呼ばれる。

## 歴史

### 1952年の橋
砂川市と新十津川町の間には橋が存在せず（当時は石狩川橋もしくは月形橋しかこの辺りには無かったが、距離が相当離れていた）、渡船に頼るしかなかった。その渡船が1946年に事故を起こし、周辺町村を交えて石狩川に橋を架けるように国へ要望が出された。しかし、1949年に要望が通り橋を架けることとはなったが、どこに橋を架けるかで住民が対立、現在の位置に決まり着工したのは1950年8月12日のことであった。
1952年8月20日開通、長さ306.0m、幅6.0mのワーレントラス橋であった。

### 1989年の橋
先代の橋は1969年にあった石狩川の水路改良により、両岸に築堤ができ、橋に接続する道路が築堤から水路側にはみ出すという状態になった。また、橋自体も車両の重量に耐えきれなくなってきていた。そういった状況を踏まえて新しい橋をかけ直すことになった。1983年1月20日起工、1989年11月24日開通。長さ821.0m、幅12.0mの連続鋼箱桁橋である。

## 周辺
- 砂川駅
- 北光公園
- 三日月湖

座標: 北緯43度30分16秒 東経141度53分54秒 / 北緯43.50439度 東経141.89831度